# فرودگاه میشکولتس
فرودگاه میشکولتس (به انگلیسی: Miskolc Airport) یک فرودگاه با کد یاتا MCQ است که یک باند فرود چمن دارد و طول باند آن ۸۰۰ متر است. این فرودگاه در کشور مجارستان قرار دارد.